# Denys Herbert Vincent Buckle
Denys Herbert Vincent Buckle, britanski general, * 1902, † 1994.